# Гидриды иттрия
Гидри́ды и́ттрия — бинарные неорганические соединение 
металла иттрия и водорода с формулой YHx.

## Получение
- При реакции иттрия и водорода образуются гидриды различного состава:

{\displaystyle {\mathsf {Y+H_{2}\ {\xrightarrow {1315-1540}}\ YH_{x}}}}

## Физические свойства
Гидриды иттрия образуют следующие кристаллы:
- YH2, кубическая сингония, параметры ячейки a = 0,5201 нм, плотность 4,293 г/см³.
- YH3, гексагональная сингония, параметры ячейки a = 0,3674 нм, c = 0,6599 нм, плотность 3,958 г/см³.

При высоких давлениях стабильны также тетрагидрид иттрия YH4 и гексагидрид иттрия YH6 (у которого обнаружена сверхпроводимость при температурах 224 K при 166 ГПа и 218 K при 165 ГПа), предсказано существование декагидрида иттрия YH10.